# Franz Theodor Cursch-Bühren

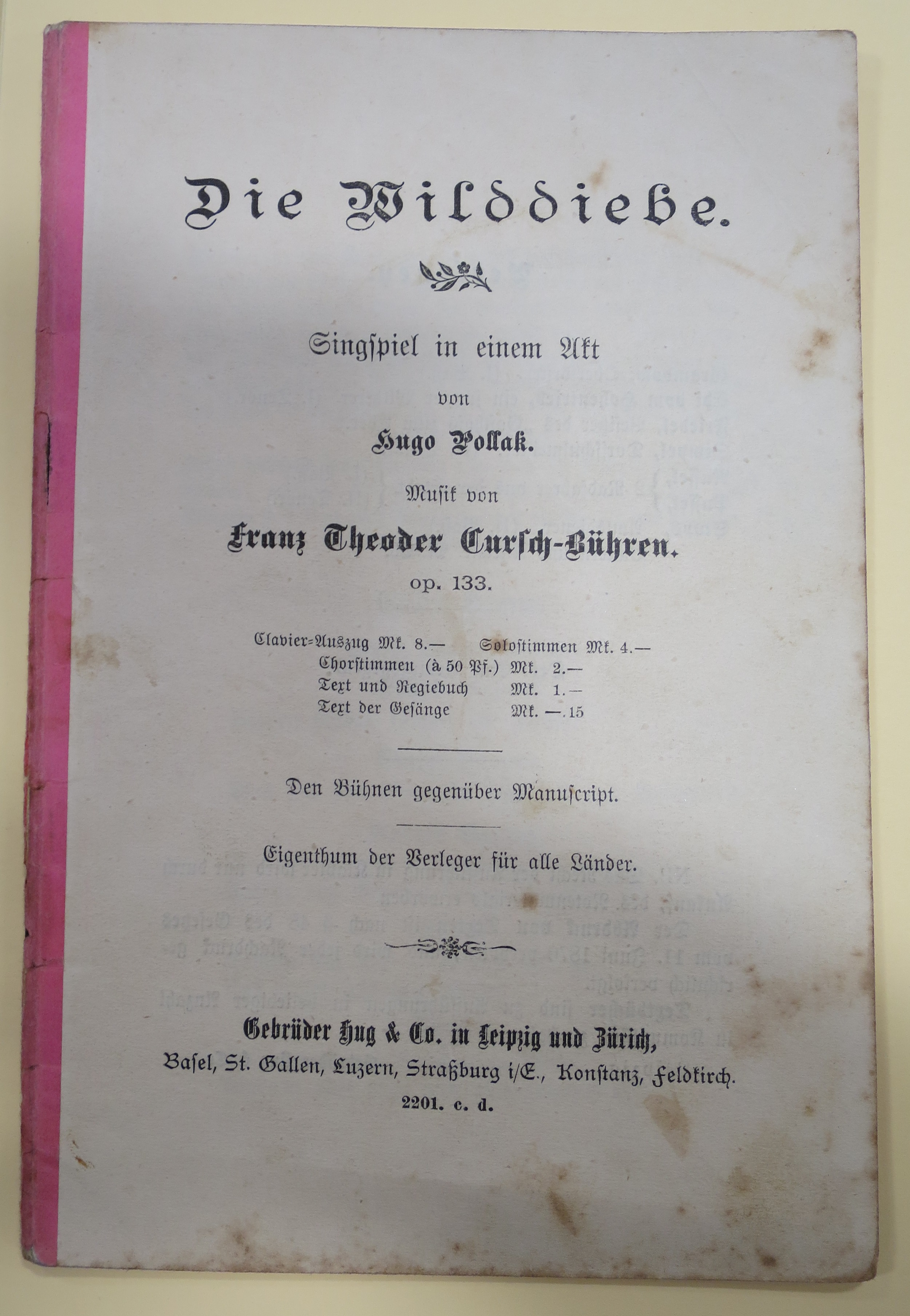
Frontseite des Librettos für das Singspiel Die Wilddiebe.

Franz Theodor Cursch-Bühren (* 10. Januar 1859 in Troppau, Österreichisch Schlesien (heute Tschechien); † 11. März 1908 in Leipzig, Sachsen, Deutschland) war ein spätromantischer Komponist, Dirigent und Musikjournalist.

## Leben
Franz Theodor Cursch-Bühren wuchs in der damals teilweise deutschsprachigen schlesischen Stadt Troppau auf. Seine musikalischen Fähigkeiten erlernte er nicht auf einem Konservatorium, sondern durch Privatunterricht. Er studierte Philosophie und Rechtswissenschaft, bevor er sich 1885 ganz der Musik widmete. Unter anderem wirkte er als Dirigent am 1889 neu errichteten Spiel- und Festhaus in Worms, sowie in Trier und Eupen. 
In den späten 1890er Jahren zog Cursch-Bühren nach Leipzig, wo er als Redakteur für Musik beim Leipziger Tageblatt wirkte. 1907 veröffentlichte er den Laientheater-Ratgeber Wie leite ich eine Liebhaber-Theater-Aufführung?. Ein Jahr später verstarb er in Leipzig.
Sein kompositorisches Schaffen umfasst über 330 Werke, darunter zahlreiche Chorlieder und mindestens fünf Singspiele volkstümlichen und komischen Inhalts. Heute ist er vor allem als Bearbeiter von Werken anderer Komponisten bekannt (zum Beispiel von Johann Strauss (Sohn)). 

## Werke (Auswahl)

### Eigenkompositionen

#### Chormusik
- Die feinen Freier, Lied für vierstimmigen Männerchor nach einem Gedicht von Thomas Frantz, op. 1.
- Lieder im Volkston für Frauenchor, op. 82.
- Drei launige Lieder für Männerchor nach Gedichten von Rudolf Baumbach, op. 117.
- Lenz und Liebe, drei Lieder für dreistimmigen Frauenchor ohne Begleitung, op. 130.
- Fünf Lieder im Volkston für Männerchor nach Gedichten von Julius Stinde op. 139.
- Im alten Schloss zu Wesenstein. Heiterer Männerchor nach einem Gedicht von Karl May.
- Fünf schwedische Volksweisen für Männerchor.

#### Singspiele
- Die Wilddiebe, Singspiel in einem Akt nach einem Libretto von Hugo Pollak, op. 133.
- Das Rosel vom Schwarzwald, Singspiel in einem Akt nach einem Libretto von Hugo Pollak.
- Die Schmiede im Walde.
- Ein Studentenstreich.
- Ein Tag im Pensionat.

#### Kammermusik
- Albumblatt für drei Violinen, zwei Violen und Violoncello.

### Bearbeitungen
- An der schönen blauen Donau, Bearbeitung für vierstimmigen gemischten Chor und Klavier nach Johann Strauss (Sohn), op. 314.
- Geschichten aus dem Wienerwald, Bearbeitung für vierstimmigen Männerchor und Klavier nach Johann Strauss (Sohn), op. 325.
- Wein, Weib und Gesang, Bearbeitung für vierstimmigen gemischten Chor und Klavier nach Johann Strauss (Sohn), op. 333.
- Die Schlittenfahrt, Bearbeitung der so genannten Kindersinfonie für Symphonieorchester.
- Hymnus an das Leben, Bearbeitung für Männerchor und Orchester nach Friedrich Nietzsche.
- Stille Nacht, heilige Nacht, Bearbeitung für Männerchor nach Franz Xaver Gruber.
- Washington-Marsch, Bearbeitung für Symphonieorchester nach John Philip Sousa.
- Zwei Lieder, Bearbeitung für gemischten Chor nach Franz Abt.